# Federación de Fútbol de Baréin
La Federación de Fútbol de Baréin (en árabe: الاتحاد البحريني لكرة القدم) es el organismo rector del fútbol en Baréin. Fue fundada en 1957, desde 1966 es miembro de la FIFA y desde 1969 de la AFC. Organiza el campeonato de Liga y de Copa del Rey de Baréin, así como los partidos de la selección nacional en sus distintas categorías.